# Percy (famiglia)

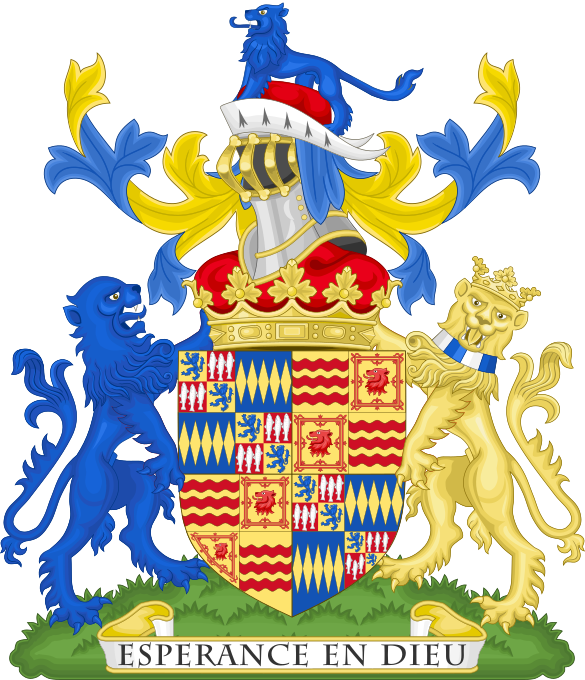
Stemma dei Percy, duchi di Northumberland

I Percy (francese antico Perci) furono la più potente famiglia nobiliare del nord dell'Inghilterra per gran parte del Medioevo.

## Storia
La famiglia discendeva dal francese William de Percy che arrivò, forse, in Inghilterra con Guglielmo I al principio del dicembre 1067 e ristrutturò il Castello di York nel 1070.
Il nome trae origine, forse, dal villaggio di Percy-en-Auge in Normandia, la dimora della famiglia al tempo della conquista normanna. In realtà ci sono numerose ipotesi sull'origine del nome o cognome Percy. Le varie teorie prendono in considerazione l'antico gallese e l'antico francese della Bretagna. Inoltre il nome era comune nel Brabante (odierno Belgio), e comunque in tutta la Francia ('Perci').
I membri hanno detenuto i titoli di Conte di Northumberland o Duca di Northumberland fino ad oggi, oltre a Barone Percy ed altri titoli.
Come accaduto anche ai loro rivali, i Neville, il cognome Percy fu trasmesso due volte da madre a figlio:
nel XII secolo la linea originale Percy era rappresentata da Agnes de Percy, baronessa Percy, il cui figlio avuto da Joscelin di Lovanio conservò il cognome Percy. Nuovamente nel XVIII secolo, l'ereditiera Elizabeth Percy sposò Sir Hugh Smithson, che adottò il cognome Percy e fu creato Duca di Northumberland.
I nomi ricorrenti nella genealogia Percy includono Henry (primogenito del VII Barone ed i suoi dieci immediati successori, incluso il I Conte ed Harry Hotspur), Hugh (primogenito del I Duca), Joscelin (primogenito di Joscelin di Lovanio), ed Algernon (primogenito del I Barone come soprannome: Aux Gernons o "con i baffi").
Esponenti di spicco della famiglia sono:
- William de Percy, I Barone Percy (m. 1096), soprannominato "Aux Gernons" ("con i baffi"), barone normanno emigrato in Inghilterra dopo la conquista
- Alan de Percy, II barone Percy (circa 1069–1135)
- William de Percy, III barone Percy (d. circa 1150)
- William de Percy, IV Barone Percy (1112–1168)
- Agnes de Percy, baronessa Percy (1134-1205) sposò Joscelin di Lovanio (d.c. 1189)
- Richard de Percy, V barone Percy (d. 1224), firmatario della Magna Carta.
- William de Percy, VI barone Percy (1193–1245)
- Henry de Percy, VI barone Percy (1228–1272)
- Henry de Percy, I barone Percy di Alnwick (1273–1314)
- Henry de Percy, II barone Percy di Alnwick (1299–1352)
  - Henry de Percy, III barone Percy di Alnwick (vedi sotto)
  - Thomas Percy (d.1369), vescovo di Norwich
- Henry de Percy, III barone Percy di Alnwick (1320–1368)
- Henry Percy, I conte di Northumberland (1341–1408) (forfait 1405), aiutò Enrico IV ad impadronirsi del trono, poi si ribellò contro di lui
- Sir Henry Percy (1364/1366–1403), chiamato anche Harry Hotspur (Testacalda), aiutò Enrico IV ad impadronirsi del trono, ma poi si ribellò contro di lui, ucciso nella battaglia di Shrewsbury
  - Henry Percy, II conte di Northumberland (vedi sotto)
  - Lady Elizabeth Percy (c.1390–1437)
- Henry Percy, II conte di Northumberland (1394–1455), sostenitore di Re Enrico VI, ucciso all'inizio della Guerra delle Rose
  - Henry Percy, III conte di Northumberland (vedi sotto)
  - Thomas Percy, I barone Egremont (1422–1460)
  - Katherine Percy, Contessa di Kent (1423–c.1475)
  - Ralph Percy (d.1464), cavaliere, sostenitore lancasteriano nella Guerra delle Rose
  - William Percy (1428–1462), Bishop of Carlisle
- Henry Percy, III conte di Northumberland (1421–1461) (forfait 1461), leader lancasteriano nella Guerra delle Rose
  - Henry Percy, IV conte di Northumberland (see below)
  - Margaret Percy (b.c.1447)
- Henry Percy, IV conte di Northumberland (1449–1489) (restored 1470), alleato con gli Yorkisti, presente ma inattivo nella battaglia di Bosworth Field
  - Henry Algernon Percy, V conte di Northumberland (vedi sotto)
  - Eleanor Percy, duchessa di Buckingham (1474–1530), figlia del IV conte
  - Alan Percy (c.1480–1560), figlio del IV conte, prelato e accademico inglese
  - Anne FitzAlan, contessa di Arundel (1485–1552), figlia del IV conte
  - Thomas Percy (1560–1605), bisnipote del IV conte, partecipò alla Congiura delle polveri
- Henry Algernon Percy, V conte di Northumberland (1478–1527)
  - Henry Percy, VI conte di Northumberland (1502–1537), promesso sposo di Anna Bolena
  - Thomas Percy (c.1504–1537), partecipò alla rivolta del Pellegrinaggio di Grazia
    - Beato Thomas Percy, VII conte di Northumberland (1528–1572) (cessato nel 1571; restituito 1572), condusse la ribellione settentrionale
    - Henry Percy, VIII conte di Northumberland (vedi sotto)
- Henry Percy, VIII conte di Northumberland (1532–1585)
  - Henry Percy, IX conte di Northumberland (vedi sotto)
  - George Percy (1580–1632), esploratore, autore, primo governatore della Virginia
- Henry Percy, IX conte di Northumberland (1564–1632), noto come "The Wizard Earl" per i suoi interessi intellettuali, imprigionato dopo la Congiura delle Polveri
  - Dorothy Sidney, contessa di Leicester (c.1598–1659)
  - Lucy Hay, contessa di Carlisle (1599–1660)
  - Algernon Percy, X conte di Northumberland (vedi sotto)
  - Henry Percy, barone Percy di Alnwick (d.1659), realista nella guerra civile inglese
- Algernon Percy, X conte di Northumberland (1602–1668), Lord Grand'Ammiraglio d'Inghilterra, poi un parlamentare nella guerra civile inglese
- Josceline Percy, XI conte di Northumberland (1644–1670)
- Elizabeth Seymour, duchessa di Somerset (1667–1722), unica figlia ed erede del XI conte
- Algernon Seymour, VII duca di Somerset (1684–1750), figlio di Elizabeth Seymour
- Elizabeth Seymour, II baronessa Percy (1716–1776), figlia ed erede del VII Duca di Somerset, sposò Sir Hugh Smithson (che adottò il nome Percy)
- Hugh Percy, I duca di Northumberland (1714–1786), nee Smithson
  - Hugh Percy, II duca di Northumberland (1742–1817), ufficiale dell'esercito britannico durante la guerra d'indipendenza americana
    - Hugh Percy, III duca di Northumberland (1785–1847)
    - Algernon Percy, IV duca di Northumberland (1792–1865)

  - Algernon Percy, I conte di Beverley (1750–1830), secondogenito maschio del I Duca
    - George Percy, II conte di Beverley, V duca di Northumberland (vedi sotto)
    - Algernon Percy (1779–1833), diplomatico
    - Hugh Percy (1784–1856), vescovo
    - Josceline Percy (1784–1856), ufficiale della Marina Reale
    - William Henry Percy (1788–1855), Royal Navy officer

  - James Smithson (1764–1829), figlio illegittimo del I Duke, associato allo Smithsonian Institution e allasmithsonite
- George Percy, II conte di Beverley, V duca di Northumberland (1778–1867), politico
  - Algernon George Percy, VI duca di Northumberland (vedi sotto)
  - Lord Josceline Percy (1811–1881), politico
  - Lord Henry Percy (1817–1877), tenente-generale dell'esercito britannico
- Algernon George Percy, VI duca di Northumberland (1810–1899), politico
  - Henry George Percy, VII duca di Northumberland (see below)
  - Lord Algernon Percy (1851–1933), politician
- Henry George Percy, VII duca di Northumberland (1846–1918), politico
  - Henry Percy, conte Percy (1871–1909), politico
  - Alan Ian Percy, VIII duca di Northumberland (vedi sotto)
  - Eustace Percy, I barone Percy di Newcastle (1887–1958), politico
- Alan Ian Percy, VIII duca di Northumberland (1880–1930)
  - Henry George Alan Percy, IX duca di Northumberland (1912–1940), ucciso nella seconda guerra mondiale
  - Hugh Algernon Percy, X duca di Northumberland (vedi sotto)
  - Elizabeth Douglas-Hamilton, duchessa di Hamilton e Brandon (1916–2008)
- Hugh Algernon Percy, X duca di Northumberland (1914–1988)
  - Henry Alan Walter Richard Percy, XI duca di Northumberland (1953–1995)
  - Ralph George Algernon Percy, 12th Duke of Northumberland (n. 1956)
    - George Dominic Percy, conte Percy (n.4 maggio 1984)